# エフェクター
エフェクターは、日本では何らかの効果（エフェクト、英: Effect）を与えるもの、ここでは特に音響効果を与える目的で使用される機器のことを指す。EFXとも略される。和製英語であり、英語では（effects unit (pedal)）エフェクツユニット、エフェクツペダル、俗称ではストンプボックス（stomp box）などと呼ばれている。
電気楽器や電子楽器など電気信号に変換された音、あるいはマイクロフォン（マイク）で集音された音声に対して、スピーカーまたは録音媒体に至るまでの途中に挿入して一定の効果を与え、さまざまな音に変化させる。
「効果音」もエフェクトの一種であるが、効果音を作り出す機器はエフェクターとは区別されている。

## 概要
エフェクト処理の実装には、磁気テープやばね、金属板などの機械的機構、アナログ電子回路、デジタル電子回路（デジタルシグナルプロセッサ）、コンピュータ上で実行するソフトウェアプログラムなどが用いられる。機械的機構やアナログ回路によるエフェクタをデジタル信号処理によって模擬的に再現する例もある（デジタル・スプリング・リバーブ、真空管アンプシミュレータなど）。

### 単機能エフェクターとマルチエフェクター
- エフェクター44種内蔵 (同時13種)
- 直接いじれるツマミ は アンプ系×7,エフェクト系×7,それ以外の操作はボタンやダイヤルで行う。
- 外部エフェクト・ボードを併用可能。

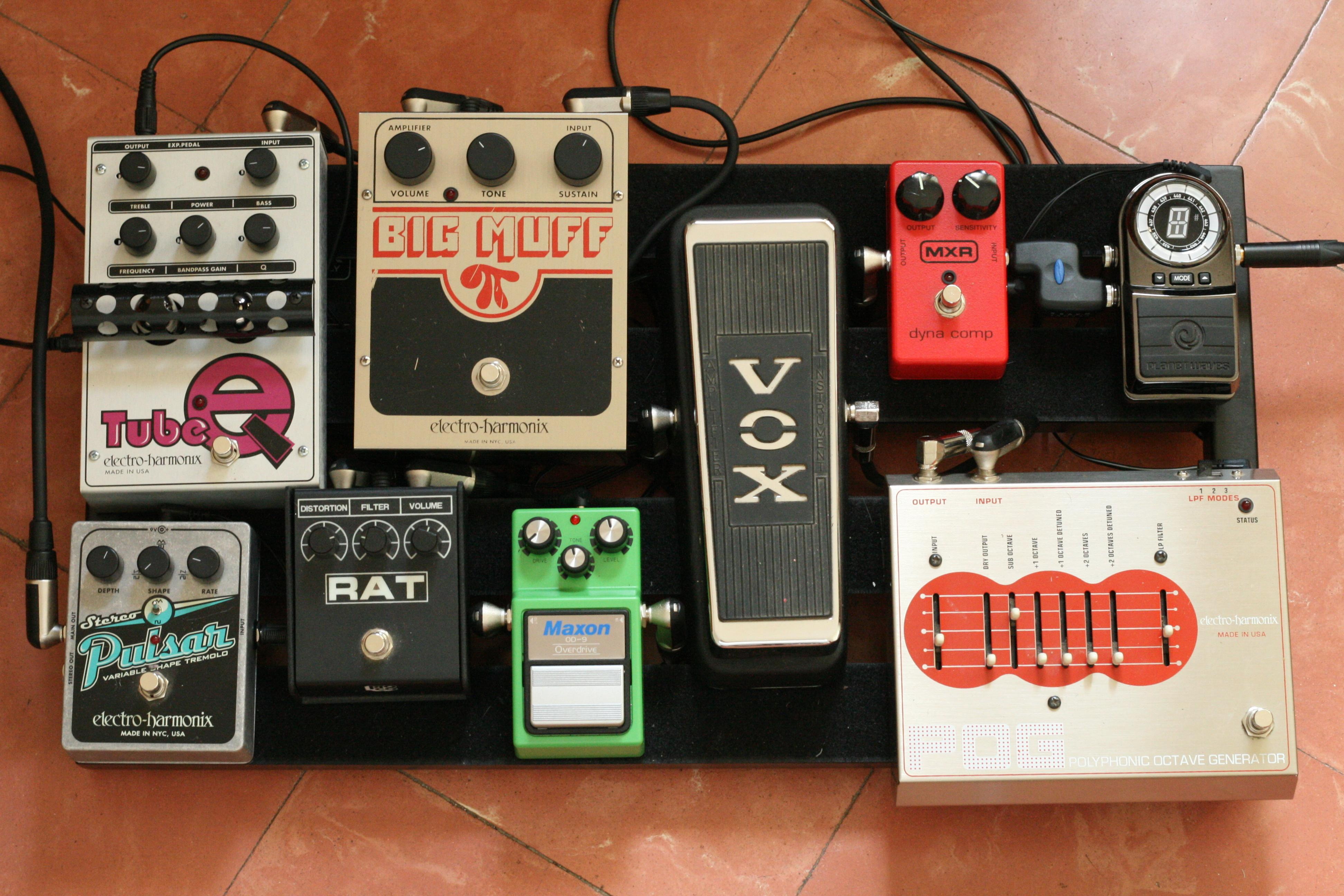
ギター用エフェクト・ボードの例プレイヤーが自分で気に入ったエフェクターを並べて組んだボード。
接続順:チューナ→コンプ→ピッチシフタ→ワウペダル→オーバードライブ→ ディストーション→ファズ→EQ→トレモロ

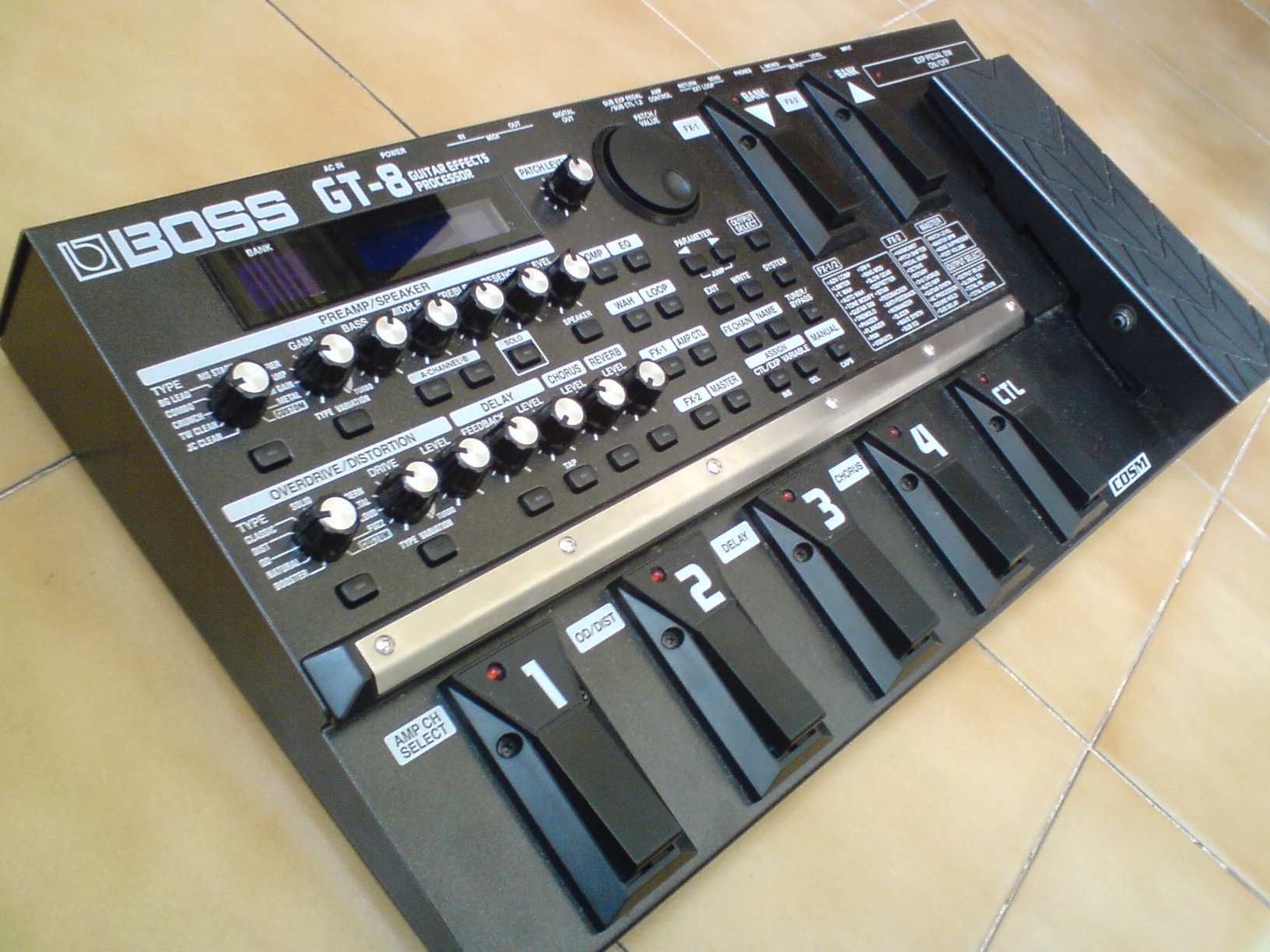
ギター用マルチエフェクター
- エフェクター44種内蔵 (同時13種)
- 直接いじれるツマミ は アンプ系×7,エフェクト系×7,それ以外の操作はボタンやダイヤルで行う。
- 外部エフェクト・ボードを併用可能。

形態についても、演奏家が使用する手のひら大の「コンパクトエフェクター」から電気録音・PAで汎用的に使用され、規格化された幅のラックに収納する「ラックマウント型」、DAWソフト上で動作させるプラグイン、ミキシング・コンソールやシンセサイザーあるいはカラオケに「内蔵」されたものまで多様である。
歴史的には、もともと単機能のエフェクターを必要により複数つなぎ合わせて使用していたが、デジタル回路技術の進歩により複数のエフェクト機能を1つに実装した「マルチエフェクター」も一般的になってきた。単機能エフェクターをつなぎ合わせた場合と比べると、(1)より少ないスペースで済む、(2)複数の機能を組み合わせるのが容易、(3)各種の設定や接続順などが複数通り記憶できそれらが一瞬にして切り替えられる、などのメリットがあるが、単機能エフェクターに比べて操作性に劣る、あるいは要求する音質と違うなどの理由で、単機能エフェクターを複数つなぎ合わせるケースも見られる。また、こうした単機能エフェクターをアンプも含めて自在にパッチングしセッティングを記憶できるラインセレクタやスイッチングシステムと呼ばれるものもある。
現在もギタリストがステージ上でプレイする上で、ノイズが発生するリスクを知りながら、複数のデジタル・エフェクターが一体化したものを避け、古い操作形態の様々なエフェクターを複数台（ボードなどといった形式で）接続している例があるが、これは観客のいないリハーサルやサウンドチェック時と多くの観客の入った本番では会場の反響など聞こえる音の状態が変わる時があり、その時々の他の楽器とのバランス、ギタリスト本人のコンディション、時にはエフェクターへの供給電圧の変化などといったアクシデントに応じて、操作を変える必要が出た際に、プリセット式や順に操作機能やパラメーターを呼び出す従来のデジタル式のエフェクターでは即座に対応しきれないケースがあるからである。またこうした問題に対応するため、デジタル式のエフェクターの中にはステージ上での操作性を重要視した機種もある。

### 別称
いくつかの別称があり、録音では「アウトボード」と呼ぶこともある。ギターなどの楽器専用のものについては、「アタッチメント」ともいう場合も多い。

## 分類
中間的なもの、複合的なものなど様々なエフェクターが存在するため分類は困難である。従って本頁の分類は便宜的なものである。また実際の機器ではこの解説の範囲に収まらず様々な工夫が凝らされている場合がある。
入力された音を加工することがエフェクターの主旨なので、「入力された音」を「原音」と表記する。

### レベルの制御
原音の音量の最大と最小の差（ダイナミクス）を圧縮するもの。過大な入力による機材へのダメージを防いだり、ほぼ一定の音量へ調整する。
リミッター
音量が予め設定した一定の値（スレッショルド、閾値）を超えた場合、音量を絞ることで過大な信号レベルにならないようにするもの。機器の物理的破壊を避けたり、音の歪みを避けながらなるべく高い平均レベルを出したりするのに用いる。
コンプレッサー
音量の変化幅を圧縮（コンプレッション）し、音量のバラつきを抑えるもの。例えば発音時のレベルの高い部分を潰して全体のレベルを揃えたり、減衰音のレベルを持ち上げることによって伸びのある音にしたりできる。パラメーターの設定によってはリミッター同様の使い方も可能である。
エキスパンダー
コンプレッサーとは逆に音量の変化幅を大きくする。音の減衰を速くしてキレを良くしたり、強弱を誇張して躍動感を与えたりする。
ボリュームペダル
一般的にオーディオ機器の音量を決めるボリュームと同じ。

### 特定周波数帯のレベル制御
原音に含まれる任意の周波数帯域の増幅や減衰をおこなうもの。

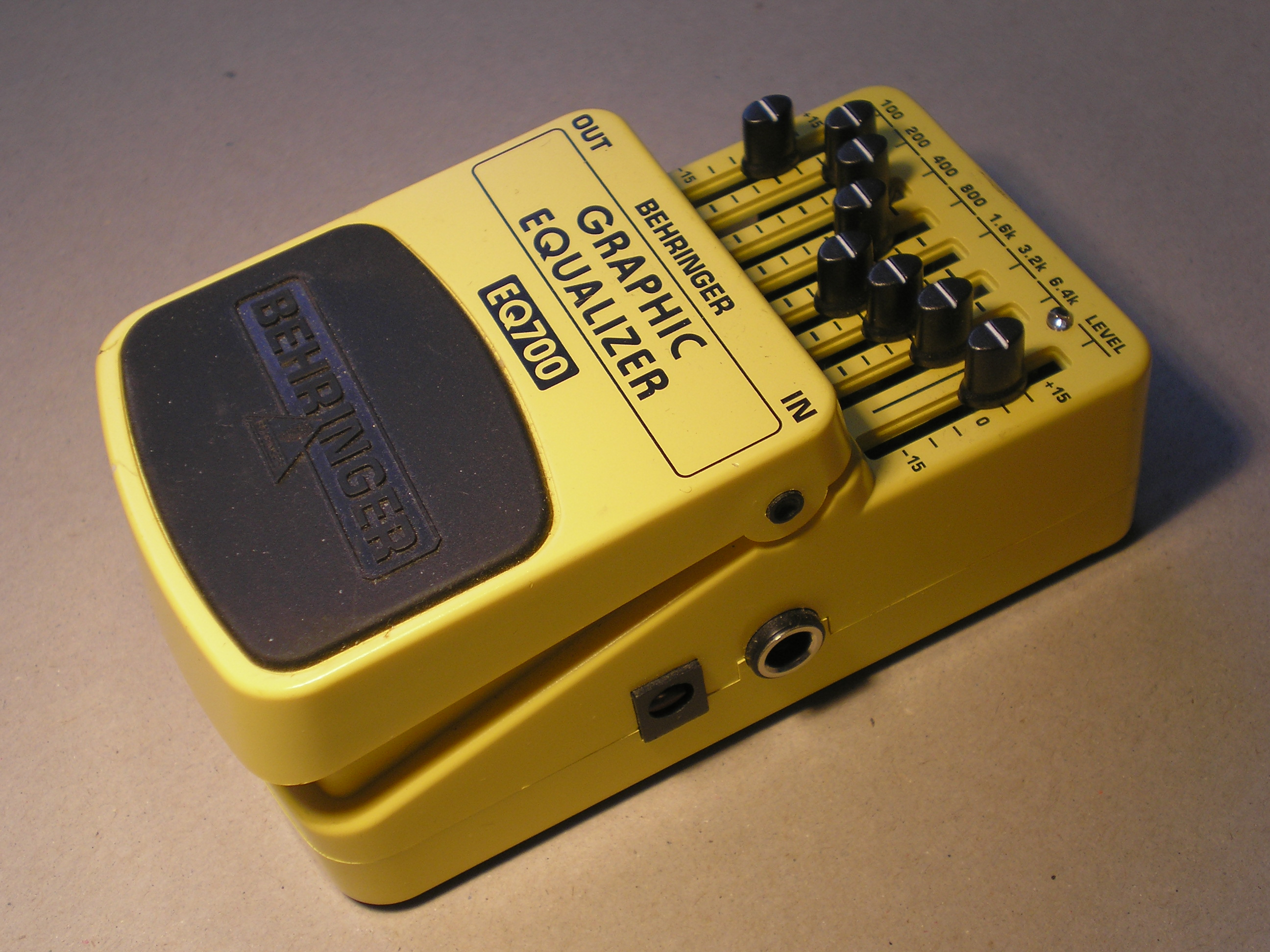
ギター用グラフィックEQの例

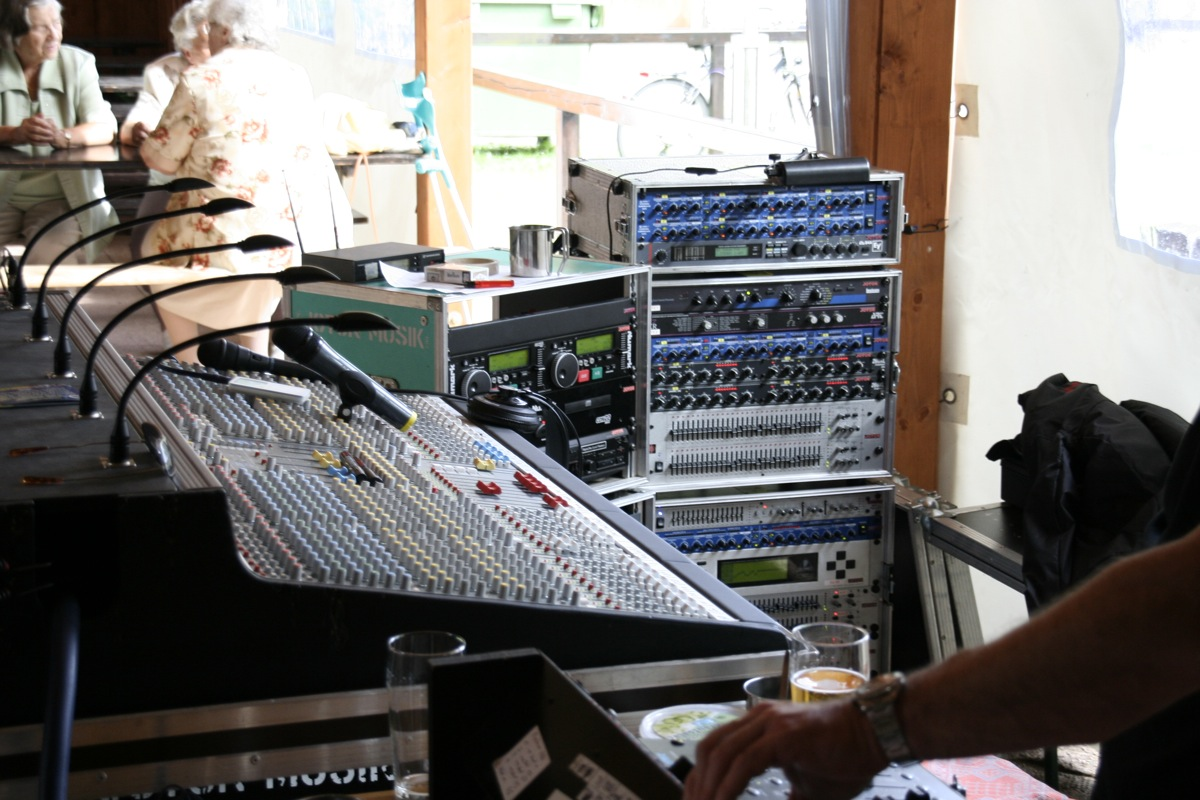
会場音響のグラフィックEQ
(画面中央右, 30素子×2)

イコライザー
特定の周波数帯域を強調あるいは減衰させる処理。ごく大雑把には、オーディオ・アンプのトーン・コントロールを、より精緻な調整ができるように拡張したものと考えてもよいだろう。イコライザーにはパラメトリック型とグラフィック型があり、用途に応じて使い分けられる。原理的にはフィルターと同じ。
パラメトリック型は、周波数帯域のゲインの他、中心周波数及び帯域幅を個別に設定でき、それらを複数並べて複数の周波数帯域に対応する製品が多い。用途としては、余分な帯域のピンポイント・カットから、幅広い帯域のバランス調整まで、豊富なパラメータを生かした柔軟な音作りに活用される。またデジタル処理全盛の今日でも、アナログ機材固有の色づけを好んでマスタリングや録音に積極活用する例もある。
グラフィック型は、中心周波数と帯域幅は固定で、ゲイン調整を周波数帯域の数だけ並べた仕様である。現在主流の製品はゲイン調整にスライダーを採用し、設定を視覚的に把握できるので「グラフィック・イコライザー」と命名されている。周波数帯域の数は素子数と呼ばれる。パラメトリック型と比べ自由度が低いので、ざっくりとした調整に使用される。コンパクトな楽器用機材では、倍音調整を目的に約1オクターブ間隔で分割した10素子以下の製品が多い。また会場音響 (PAやSR)では、周波数特性改善(およびハウリング・ポイントやデッド・ポイントの解消)を目的として、1/3オクターブ分割30素子程度の機材が使われる。
フィルター
特定の周波数以上または以下など、一部の帯域を増幅または減衰させる処理。原理的にはイコライザーも複数フィルターの組み合わせであるが、特定の帯域への細かな微調整に向くイコライザーとざっくり全体的な帯域バランスを変更し音作りするためのフィルターという用途の違いで呼び分けられている。操作する帯域に対応して分類される。
ハイパス（ローカット）- 設定周波数より高音を残し低音を強く減衰させる。
ローパス（ハイカット）- 設定周波数より低音を残し高音を強く減衰させる。
ハイシェルフ - 設定周波数より高音を棚(Shelf)状に増幅または減衰する。
ローシェルフ - 設定周波数より低音を棚(Shelf)状に増幅または減衰する。
ティルト - ハイシェルフとローシェルフを組み合わせて斜面(Tilt)状に片方を増幅させもう片方を減衰させる。
バンドパス - 設定周波数周辺を帯(Band)状に残しそれ以外を強く減衰させる。
ノッチ（バンドストップ） - 設定周波数周辺だけを刻み目(Notch)状に強く減衰させる。
コム - 設定周波数とその奇数倍周波数の周辺を櫛(Comb)状に強く減衰させる。
ピーク（ベル） - 設定周波数周辺だけを山(Peak)または鈴(Bell)状に増幅または減衰させる。イコライザーの一般的なフィルター形状であるためピークフィルターと呼ばれることは少ない。
エンハンサー
イコライザーが、原音に含まれる音を直接ブーストしたりカットしたりするのに対し、エンハンサーは音を歪ませ倍音を作り出して、実音にミックスするもの。
ワウペダル
車のアクセルペダルのような筐体に付けられた可変ポットを足で操作する事により、増幅される周波数帯を変えるもの。文字通り「ワウ・ワウ」と聞こえる。
オートワウ
原音の音量に準じ増幅される周波数帯を変えるもの。ペダル動作では不可能な細かくリズミカルな「ワウ」音を得られる。
ディエッサー
高音領域に特化したコンプレッサー。ボーカルのサシスセソやツなど所謂歯擦音は耳障りになりやすいため、フィルターで高音域を分割しそこだけにコンプレッサーをかけ歯擦音を小さくする。原理上はマルチバンドコンプレッサーと同じだが、コンプレッサーの動作トリガーだけ高音域にしてコンプレッサー自体は全帯域にかける事で歯擦音の音質を保ったり、マルチバンドコンプレッサーより高精度な専用の歯擦音検出アルゴリズムを搭載していたりと、動作原理を工夫しているものも見られる。ボーカル用エフェクターであるがそれ以外に使っても耳障りなアタックを軽減できる。
トーキング・モジュレーター
周波数分布に母音と似た癖を付けることで楽器の音に人がしゃべっているようなイントネーションを加えるもの。
アイソレーター
特定帯域をカットするイコライザーの一種。主にDJミキサーに内蔵されている。人間の音声帯域をカットするボーカルキャンセラーというものもある。

### 増幅・歪みの付加
楽器を繋ぐアンプの種類・音量設定などにかかわらず、電気的に増幅したり、その結果任意で歪んだ（ひずんだ）音色を得るもの。回路方式・使用素子の種類は多種多様で、真空管、各種トランジスタ、IC（集積回路）などが用いられる。
歪みを得る目的のエフェクターである「ファズ」「オーバードライブ」「ディストーション」の分類で明確な範囲決め・定義は曖昧である。
ブースター
楽器からの信号を楽器用アンプに入力する前に電気的に増幅（ブースト、boost）し、より大きな音量を得るもの。
ファズ
倍音が著しく強調され、調整によって耳に刺激的、あるいは濁った音色を得るもの。
オーバードライブ
入力側から過大な入力電圧を加えるか過大増幅になったとき、アンプの限界で飽和し、出力音が歪んでしまう（オーバードライブ overdrive 元は“酷使”の意）。意図的にこの状態を作り出し、歪んだ（ひずんだ）音色を得るもの。
ディストーション
一般的にオーバードライブに比べて、より荒々しく硬質で深い歪みを得るもの。
アナログエミュレーター
イコライザー、コンプレッサー、真空管、磁気テープ、ミキシング・コンソール、アンプなど特定モデルのアナログ機器の周波数特性およびサチュレーションと呼ばれる圧縮&歪み効果をデジタル回路でエミュレートしたもの。アナログ機器の特性を再現したり、歪みによる倍音を加えて音声を明るくする目的等で使われる。

### 残響・反響音の付加
ディレイ、エコー
原音を遅延させる効果を与えるもの。原音に遅延させた音を混ぜることで山彦のような効果を得る。もともと、ディレイは当該機能の原理に基づいた呼称であり、一方のエコーは得られた効果に基づいた呼称である。従って原理上は差異は無い。ただし、エコーが原則として山びこの様な反響音として聞こえる効果のみを指すのに対し、ディレイはフランジャーやコーラスの様に同じ原理・構造を有するエフェクターも含まれる場合がある。
リバーブレーター
原音に対して残響を加えるもの。原音を様々な時間で遅延させた複数の音を自然に近い対時間減衰特性を持たせて混ぜることにより、ホールや風呂場のような残響を生み出す。一般的には出力を入力に帰還させるIIRフィルターによって実装されるが、帰還のないFIRフィルターを用いることによりモデルとするホールなどの残響の高い再現性が得られる。ただし、後者の方が遥かに長時間分の残響特性メモリと高い演算能力を要する。

### 低周波による変調
低周波によって原音の振幅や位相を変調し、聴感上の揺らぎを作り出すもの。
トレモロ
周期的に音量を上げ下げしトレモロ効果をかけるもの。
フェイザー
またはフェイズシフター。原音と位相(フェイズ)を変化(シフト)させた音を任意の割合で混合させ、「波の干渉」の原理を利用して音色を連続的に変化させる機能を有する。通常は「シュワー」という音を人工的に作り出すものとされる。ホワイトノイズにこれを施すとジェットエンジンの回転数が上がっていくような音が得られる。
フランジャー
原理上はディレイの一種。フェイザーと同じく波の干渉を利用して音色の連続的な変化を得るものだが、原音の加工は遅延時間を変調した遅延(ディレイ)音を逆位相で混ぜることで行う。フェイザーより強力で現代的な音がするとされている。
コーラス・ダブラー
原理上はディレイの一種でありフランジャーとほぼ同等である。原音のユニゾンにあたる音を人工的に作り出し、コーラス効果(複数の音源が同時に発振している様な効果)を得る事を目的としている。前二者が刺激的な聴感を得る場合が多いのに対し、コーラスは音の厚みを増し穏やかもしくは爽やかな効果を求めて用いられる事が多い。ダブラーは複数の音源に聞こえる効果をより強調したものであり、タイミングやパンニングによってはっきりと分離して聞こえるように工夫されている。

### 音程の変化
オクターバー
原音のオクターブ上やオクターブ下の周波数の音を発生させて加えるもの。信号処理で周波数空間で引き伸ばし処理を行なうものと、周波数全波整流やDフリップフロップ回路等を用いるものがある。オクターブ限定のピッチシフター。2010年代中盤からオクターバーとリバーブレーターを組み合わせたシマー・リバーブという物が流行している。
ピッチシフター
原音を設定された任意の音程分ずらして出力するもの。すなわち、基準ピッチ440Hzからそれぞれの周波数への割合の変化率をシフトすることである。ある音階に沿って音程の可変幅を自動的に可変させるものもあり、例えば3度のハモリを行う場合に長3度と短3度が自動的に選択され、容易にハモリを可能とする。原音の周波数を半音など一定の割合で増減させるので、ピッチの割合を大きくとると、例えば男性の原音が女性のように聞こえたりするが、調波構造は保たれる。主な用途はギターのエフェクトである。エフェクター機器ではないが、原理上ドップラー効果もピッチシフターとみなすことができる。

#### 周波数シフター
原音のすべての周波数成分において同じ周波数だけシフトするものでピッチシフターとは異なる。周波数シフター発生の簡明な原理は、原音に対して、鋸波による位相変調することにつきる。変調率50％、最大位相をπにとることにより歪なく周波数をシフト、すなわち±Δfの値だけ周波数をシフトすることなる。全ての倍音が同じ量周波数シフトされるため、整数倍音が整数倍からずれて非協和な響きとなる。そのため、一般的なエフェクターとしては使用できない。しかし、数ヘルツのシフトでは聴感上大きな問題とはならないという報告がある。
リングモジュレーター
原音と別信号との掛け算を行う。つまり原音の音量をその別信号により変化させる(ただし、マイナス側にも振られる=位相が反転する)と解釈でき、振幅変調(AM)と良く似た関係にある。
単純な例として正弦波sin(Mt)で原音sin(St)を変調することを考える。ここでMとSはそれぞれの周波数、tは時間である。両者を掛けるとsin(Mt)sin(St)となり、これは三角関数の加法定理により0.5{cos(S-M)t - cos(S+M)t}と書ける。変調の周波数Mが数Hzと低い場合、両成分の干渉により2MHzのうなりを発生し、トレモロのような効果が得られる。1kHz前後で変調すると両者が実際の楽器の音では複雑な非整数倍の成分となり金属的な歪んだ響きとなる。例えばピアノの音を変調すると鐘の様な音に変化する。通常の使用例としては、2つの音を入力とし、その2つの周波数の加算周波数と減算周波数の2つの音を出力することによって金属的な音を出すことが多い。名称に「リング」とあるのは、その回路がリング状になっていることから。

### 音質の劣化
通常音響機器は原音の劣化を極力避けて、出力時の再現効率をあげることに注力しているが、それに対して、意図的に音質を劣化させるもの。ノイズを加えるもの、電子録音のサンプルレートを下げるもの、機械的に特定の周波数をカットするもの等が存在する。
ローファイ
高音成分を除去し、さらに音に歪みを加えたり、ノイズを加えることでAMラジオのような音を作り出したりアナログレコードのような音を作り出したりする。
デシメーター
入力信号のサンプルレートや量子化ビットを意図的に劣化させるエフェクター。ビットを下げるものはビットクラッシャーとも言う。

### ノイズ除去
イコライザー等で雑音の多い周波数をカットするもの、演奏音のない時の雑音をカットし（電流は流れている）、設定レベルを超えた音（演奏された必要な音）を出した際に音を出すものがある。
ノイズゲート
演奏音がない時にはレベルを絞りノイズをカットし（電流は流れている）、設定レベルを超えた音（演奏に必要な音）を出した際に音を出すもの。原理の上では極端なエキスパンダーとも言える。
ノイズリダクション
入力音からノイズ成分を取り除くもの。

### その他
以下、商品名は様々だが前述の個別に挙げた装置や機材ほど一般化してはいない。
- フィードバックを得る機材
- ステレオ効果を出すための機材
- ルーパー - 従来サンプラーとディレイの中間的エフェクターで、主にDJミキサーに内蔵されていると紹介されるものだった。小節単位の任意のフレーズをサンプル&ホールドしてそのまま繰り返し再生させるだけのものから、メモリーの低価格化大容量化に伴って、多くの録音トラックが扱えるようになり、加えてそれらのトラックを瞬時に自在に操ることができる即興操作機能をも備えるように機能が飛躍的に向上した。その結果として、演奏中のその場で、（演奏しながら、即興で、ライブで）レコーディングのプレイバックをルーパーにさせながら、生の歌唱と演奏を続けることができ、また、それら全てを含めて全てのことが「ライブ」としてステージで観客に向けて提供できるようになった。一人で何十もの歌唱や演奏をライブで聴いてもらうことが可能となった。また、もちろん、その一過性だけでなく、それらをパッケージとしてCDで一曲として提供できるようになった。エド・シーランがビルボードチャートでトップヒットさせたことも一般の普及に大きく影響した。
- ラインセレクター -ギターからアンプまでの配線方法、順番を切り替えるエフェクター。単体で音の変化を作ることは出来ないが、多数のエフェクターを繋ぐことから起因する音質劣化を防いだり、配線を変更することなく使用するアンプを変更したりすることによって音の幅を広げることが出来る。
- マルチバンドエフェクター - フィルターを通して音声を周波数帯で分割し、別々の処理を行うもの。かける処理によってマルチバンドコンプレッサーやマルチバンドサチュレーターなどと呼ばれる。分割するためだけのものは（バンド）スプリッターなどと呼ばれる。
- エキサイター - 高音域のみや低音域のみなど特定の周波数帯に歪みをかける簡易的なマルチバンドサチュレーター。ボーカルの高音域やベースの低音域などを強調する用途で使われる。倍音が増えるため、ただ単にイコライザーで強調するのとは違った音となる。